# Zahrada nad Orontem
Zahrada nad Orontem (Un jardin sur l'Oronte) je dílo Maurice Barrèse, které poprvé publikoval v roce 1922 Plon-Nourrit. Barrès v něm údajně přepsal příběh, který mu irský archeolog přeložil z rukopisu jednoho večera v červnu 1914 v Hamá. Příběh lásky je zasazen do křižácké doby středověku.